# Zemianske Sady
Zemianske Sady jsou obec na Slovensku v okrese Galanta.
Zemianske Sady patří do Trnavského kraje a tvoří severní polohu okresu Galanta.
Poloha obce je 15 km od Seredě asi 14 km od Hlohovce. Přibližně stejnou vzdálenost má do Galanty, Trnavy i Nitry (25 - 30 km). Žije zde 870 obyvatel.
První písemná zmínka o obci pochází z roku 1156. V obci se nachází moderní římskokatolický kostel Panny Marie Růžencové.